# Ölbach (Berkel)
Der Ölbach ist ein 18,9 km langer Bachlauf im Kreis Borken, Nordrhein-Westfalen, der in Stadtlohn entspringt und bereits hinter Vreden in die Berkel mündet. Darüber entwässert er über IJssel/IJsselmeer in die Nordsee. Er hat die Gewässerkennzahl 92846.

## Name
Der plattdeutsche Name des Ölbachs lautet „Ollibäke“, was dem hochdeutschen „Ölbach“ entspricht. Namensgebend war die frühere Ölmühle, die sich kurz vor der Mündung in die Berkel befand.
Vor dem Bau der Ölmühle hieß der Bach „Odinkbach“ (plattdeutsch: Odinckbeeke). Für das Jahr 1729 war diese Bezeichnung noch in Gebrauch, wenngleich der Bach zunehmend als „Ölbach“ bezeichnet wurde. In der Flurkarte des Urkatasters von 1827 sind entsprechende Flurbezeichnungen („an Oeding Bach“) noch aufgeführt.

## Geologie

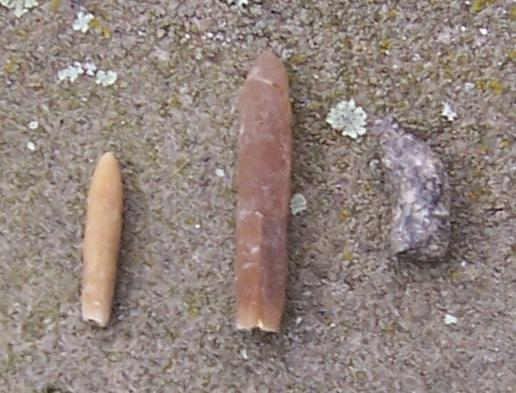
Belemniten aus dem Ölbach bei Wüllen

Der Ölbach ist auf Grund der topographischen Beschaffenheit (sanfte Hügel bzw. Flachland) des Münsterlandes einer der wenigen natürlichen Aufschlüsse dieser Region und bekannt für seine zahlreichen Funde von Belemniten. In seinem Ober- bzw. Mittellauf legt er die zum Alb (Unterkreide) gehörigen grauen Tonschichten inklusive der darin befindlichen Fossilien frei.

## Nutzung als Mühlenbach
Neben der namensgebenden Ölmühle gab es bachaufwärts eine Walkmühle, die auf ein 1549 von Bischof Franz von Waldeck gewährtes Privileg zurückgeht. Diese war vermutlich jedoch nur kurz in Betrieb, da das Stift Vreden 1583 eine Walkmühle an der Berkel errichtete. Auf Basis des genannten Privilegs wurde im Jahre 1729 am Ölbach eine Papiermühle errichtet. Zu diesem Zeitpunkt war die Ölmühle wohl schon in Betrieb. Die Papiermühle blieb wegen finanzieller Probleme und unzureichender Papierqualität nur wenige Jahre in Betrieb. Verursacht wurde die schlechte Papierqualität durch Flachskuhlen. Für die Weiterverarbeitung musste das Flachs zunächst aufgeweicht werden, wozu es in Wasser eingelegt wurde. Das hierdurch beeinträchtigte Ölbachwasser verfärbte das Papier, welches grau oder sogar fast schwarz wurde.

## Trivia
Obwohl der Bach weniger als 20 km lang ist, wohnen mit Jens Spahn, Johannes Röring (beide CDU) und Ursula Schulte (SPD) drei Bundestagsabgeordnete wenige hundert Meter vom Ölbach entfernt beziehungsweise sind dort groß geworden. Der Ölbach durchfließt die Wahlkreise Steinfurt I – Borken I und Borken II.